# Le Pont de la rivière Kwaï (roman)
Pour les articles homonymes, voir Le Pont de la rivière Kwaï.
Le Pont de la rivière Kwaï est un roman de Pierre Boulle écrit en 1952, dont l'histoire inspirée d'un fait vécu se déroule pendant la Seconde Guerre mondiale.
Le roman retrace la souffrance des soldats alliés prisonniers obligés de construire une ligne de chemin de fer de 415 kilomètres de long pour relier la Thaïlande à la Birmanie, alors que les Japonais occupent cette zone. Cette liaison est surnommée « voie ferrée de la mort » car elle a coûté la vie à des dizaines de milliers de travailleurs enrôlés de force, dont 16 000 prisonniers de guerre alliés réduits en esclavage. Près d'un quart des hommes ont succombé d'épuisement et de maladies (choléra, malaria et dysenterie). C'est autour de la construction du pont sur la rivière Kwaï que Pierre Boulle articule son récit.
Le roman a été adapté au cinéma en 1957 par David Lean, produit par Sam Spiegel et avec Alec Guinness dans le rôle principal.

## Les faits historiques
Le pont sur la rivière Kwaï a réellement existé et il a été restauré en 1945 par les Japonais à titre de dommages de guerre. Il s'agit d'un pont construit en Thaïlande à Kanchanaburi sous les ordres de l'armée impériale japonaise, dans le cadre d'une ligne de chemin de fer nord-sud construite entre la Birmanie et les côtes thaïlandaises afin d'acheminer des matières premières nécessaires pour l'effort de guerre du Japon. La Thaïlande était alors alliée diplomatique du Japon et partie intégrante de la Sphère de coprospérité de la grande Asie orientale.
Cependant, grâce aux mouvements de résistance thaï, les alliés furent informés du projet et de la situation précise du pont, qui fut plusieurs fois bombardé, plusieurs milliers de prisonniers de guerre alliés et dizaines de milliers de travailleurs thaïlandais trouvant d'ailleurs la mort dans ces bombardements en plus des morts que comporte tout chantier de construction de cette ampleur. Le pont a été remis en service à la fin de la guerre et se visite encore aujourd'hui.

## Le roman
(octobre 2022).
Si vous disposez d'ouvrages ou d'articles de référence ou si vous connaissez des sites web de qualité traitant du thème abordé ici, merci de compléter l'article en donnant les références utiles à sa vérifiabilité et en les liant à la section « Notes et références ».
Il a été en partie inspiré par les souvenirs de Pierre Boulle lorsque celui-ci a vécu dans la région, ainsi que de témoignages qu’il a pu recueillir et aussi des mémoires de l'amiral Decoux intitulées A la barre de l'Indochine 1940-1945. Pierre Boulle a créé le personnage de Nicholson à partir de ses souvenirs des officiers français en Indochine. L’histoire, en revanche, a été très fortement romancée et n’a plus grand rapport avec la réalité historique.

## Prix
- Prix Sainte-Beuve 1952

## Adaptation cinématographique
Le roman de Pierre Boulle a été adapté au cinéma par David Lean en 1957.